# São Miguel das Matas
São Miguel das Matas là một đô thị thuộc bang Bahia, Brasil. Đô thị này có diện tích 207,446 km², dân số năm 2007 là 10537 người, mật độ 50,8 người/km².